# Ceacu, Călărași
Ceacu este satul de reședință al comunei Cuza Vodă din județul Călărași, Muntenia, România.
A fost fondată în 1828 de refugiați grebeneți (bulgari vechi, băștinași, din sudul Dobrogei) din satele de lângă Silistra. În perioada 1910-1920, în sat locuiau 2.600 de bulgari, precum și de români. În 1972, în sat locuiau aproximativ 50-60 de familii de bulgari. Astăzi, doar cei mai bătrâni vorbesc limba bulgară. 